# منطقة رايسان
رايسان رمزها «RS» (بالإنجليزية: Raisen)‏ ، هو تقسيم إداري لدولة الهند تتبع ولاية مدية برديش (بالإنجليزية: Madhya  Pradesh)‏ ، مركزها هو مدينة رايسان (بالإنجليزية: Raisen)‏ عدد سكانها حسب تعداد سنة 2001 هو 1,120,159 ، مساحتها 8,466 كم² وكثافة السكان 132 لكل كم² .